# Johannes Kerfstedt
Johannes Kerfstedt, född 17 januari 1841 i Häggdånger, död 4 april 1921 i Uppsala, var en svensk präst och skolman. 

## Biografi
Kerfstedt studerade teologi vid Uppsala universitet och avlade prästexamen 1864 samt prästvigdes samma år. Efter prästtjänster i Härnösands stift blev han folkskoleinspektör i norra Hälsingland. Han verkade inom Evangeliska Fosterlandsstiftelsen, och var 1870–1920 föreståndare för Fjellstedtska skolan i Uppsala samt bidrog till genomförandet av prästlöneregleringen 1910. Med sin organisationsförmåga och sitt ekonomiska förstånd gav han under sina femtio år som rektor Fjellstedtska skolan anseende som ett humanistiskt gymnasium på kristen grund.
Kerfstedt blev teologie hedersdoktor 1915.
Han var svåger till Amanda Kerfstedt och far till Berta Wilhelmson.